# 山地自行车赛
山地自行车赛（简称MTB或ATB比赛）是山地自行车在野外或崎岖地势上进行的竞技自行车运动项目。1983年，首届山地自行车全国性锦标赛在美国举行。很快，这项运动在欧洲和澳大利亚的受欢迎程度大幅提升。首届UCI山地自行车世界杯系列赛于1988年举行。国际自行车联合会（UCI）在1990年晚些时候承认了这一赛事，当时它批准了在科罗拉多州杜兰戈举行的世界锦标赛。它的九场比赛赛道覆盖了欧洲和北美两大洲，由Grundig赞助。1993年，引入了六项速降世界杯。1996年，奥运会增加了越野山地自行车项目。2006年，在美国旧金山，越野山地自行车赛首次成为世界聋人自行车锦标赛的一部分
在美国，有三个美国山地自行车国家类型：耐力、重力和超耐力。美国自行车协会举办美国山地自行车全国锦标赛。有些山地自行车比赛类型没有得到UCI的认可，例如由IOF管理的山地自行车定向赛。

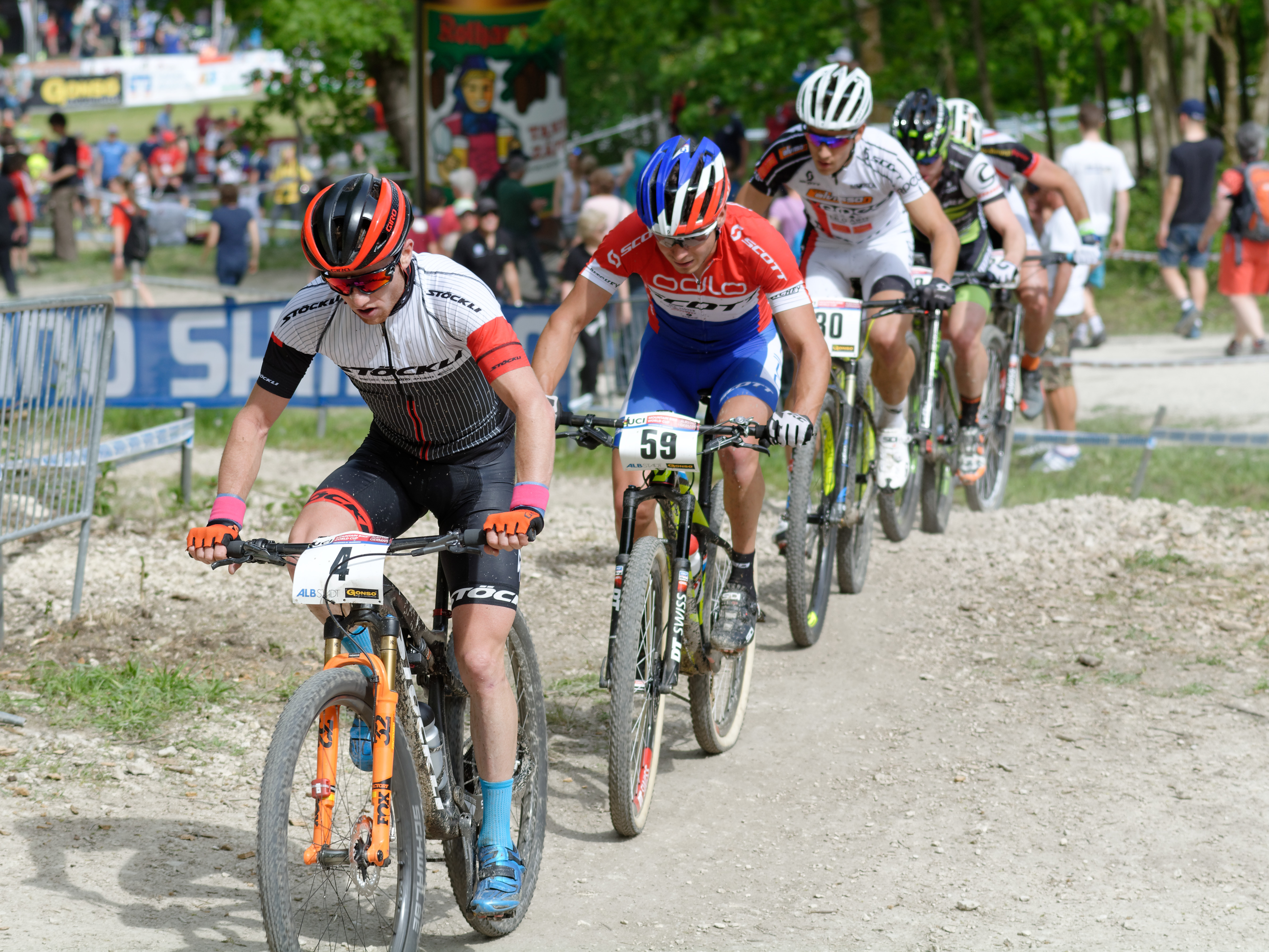

## 奥运会
由于越野赛为奥运会山地自行车竞赛项目，因为该项目也被称为“奥运越野赛”。1996年在亚特兰大奥运会上首次以正式竞赛项目的身份亮相奥运赛场，当时设两个奖牌项目：男子、女子个人越野赛。至今为止，奥运会山地自行车竞赛项目的设置保持不变，作为夏季奥运会的项目之一。奥运会山地车比赛，一般选择5公里至6公里长的环行赛道。赛道上每隔1公里设一个标志牌，标明距离终点的公里数。距离较长的狭窄赛段必须间断地设置一些可供超越的路段。

## 竞赛项目
山地自行车运动是一项多元化的运动项目，其中包括多种不同的竞赛项目。主要的竞赛项目包括越野、速降，以及越野项目下的一些小项，包括短距离赛（XCC）、淘汰赛（XCE），以及最新的电力辅助山地自行车赛，后者允许使用电力辅助自行车。
越野山地自行车赛（Cross-country mountain bike racing）
XC也是奥运会项目，XC比赛涉及大规模起步，并围绕封闭赛道进行。赛道长度通常为1.5-3公里，包括上坡、下坡、跳跃、下降，类别将决定圈数。
速降赛车（Downhill racing）
速降比赛是从山顶到山脚的赛事，所以也称坠山赛，车手们在一个赛道上单独比赛，每个类别中用时最快的获胜。根据活动的地点和规模，赛事的难度会有所不同，但大多数赛事将提供更安全的备选路线，绕过高度技术性的障碍和路段，当然也会因此牺牲时间。在DH比赛中必须戴全盔。
耐力赛（Enduro racing）
Enduro由多个计时赛段（主要是DH）组成，中间有将它们连接在一起的“转换赛段”。在比较严肃的比赛中，你需要在限定时间内完成转换赛段，但是也有不计时的。你可以在上坡时和朋友一起骑行，然后在下坡时候进行竞争。与DH相比，Enduro 用时非常长。与下坡类似，有着对技巧的极大考验，但也有更多需要用到体力和耐力的元素。总的来说，它非常适用于交际，非常放松。不过，这对观众来说观赏性并不大。
4X赛（4X racing）
4X赛也称4人争先赛，4X 赛涉及四名车手在同一条（相对较短的）赛道上正面交锋，到处都是土坡和护堤（当然还有其他车手）。每一轮最快两位选手进入下一轮，这个过程一直持续，直到只剩下最后四名选手进行比赛，获胜的即为最终的冠亚军。